# Viscount of Kingston
Viscount of Kingston war ein erblicher britischer Adelstitel in der Peerage of Scotland. Der Titel ist nach dem Ort Kingston benannt, der heute ein Stadtteil von Glasgow ist.

## Verleihung und Geschichte des Titels
Der Titel wurde am 6. Februar 1651 von König Karl II. für Sir Alexander Seton, den zweitgeborenen Sohn des George Seton, 3. Earl of Winton geschaffen, der sich als royalistischer Militär im Englischen Bürgerkrieg ausgezeichnet hatte.
Sein jüngerer Sohn beteiligte sich am Jakobitenaufstand von 1715 und wurde dafür 1716 vom britischen Parlament wegen Hochverrats geächtet (Bill of Attainder), womit ihm auch sein Adelstitel aberkannt wurde. Mit seinem kinderlosen Tod 1726 erlosch auch die Möglichkeit der Wiederherstellung des Titels.

## Liste der Viscounts of Kingston (1651)
- Alexander Seton, 1. Viscount of Kingston (1621–1691)
- Archibald Seton, 2. Viscount of Kingston (1661–1714)
- James Seton, 3. Viscount of Kingston († 1726) (Titel verwirkt 1716)